# Вовчук, Мария Михайловна
Мария Михайловна Вовчук — советский хозяйственный деятель, полный кавалер ордена Трудовой Славы.

## Биография
Родилась в 1949 году в селе Пониковица. Член КПСС.
В 1966—1991 — доярка колхоза «Правда» Бродовского района Львовской области Украинской ССР.
Указами Президиума Верховного Совета СССР от 14 февраля 1975 года и 24 декабря 1976 года соответственно за досрочное выполнение социалистических обязательств награждена орденами Трудовой Славы III и II степеней.
Указом Президиума Верховного Совета СССР от 21 декабря 1983 года награждена орденом Трудовой Славы I степени, став полным кавалером ордена Трудовой Славы.
Делегат XXVI съезда КПСС.
Живёт в селе Пониковица.